# Thenissey
Thenissey település Franciaországban, Côte-d’Or megyében. Lakosainak száma 91 fő (2022. január 1.). Thenissey Gissey-sous-Flavigny, Hauteroche, Boux-sous-Salmaise és Frôlois községekkel határos.

## Népesség
A település népessége az elmúlt években az alábbi módon változott:
| Lakosok száma | 176  | 157  | 131  | 118  | 118  | 121  | 105  | 95   | 92   | 91   |
|               | 1968 | 1982 | 1990 | 2006 | 2013 | 2015 | 2017 | 2019 | 2020 | 2022 |